# Francisco José Freire
Francisco José Freire   (Lisboa, 3 de gener de 1719 - Mafra, 5 de juliol de 1773) fou un historiador i filòleg portuguès.

## Biografia
Va pertànyer a la societat monàstica de Sant Felip Neri, i va ser un fervorós membre de l'associació literària coneguda com l'Acadèmia d'Arcadio, realitzant una connexió amb el pseudònim escollit per ell, Cândido Lusitano. Va ser una de les principals figures del moviment estètic-literari d'Arcàdia i, com a tal, figura prominent en l'àmbit de les idees estètiques a Portugal. Contribuint molt a la millora de l'estil de la literatura en prosa portuguesa, però el seu esforç per efectuar una reforma en la poesia nacional mitjançant una traducció de l'Ars poetica d'Horaci va tenir menys èxit.
Freire es va veure fortament influenciat per les obres de l'Antiguitat (com els textos d'Aristòtil, Ciceró i Horaci), generant així una vasta obra, en què és possible comprendre el seu concepte de la poesia, com imitació de la Natura i una teorització aristotèlica sobre la versemblança. En els seus textos defensa les seves idees sobre el fet que la imaginació i la fantasia constituïen l'ànima del gènere poètic.
Freire va contribuir en la millora de l'estil de la literatura portuguesa en prosa, però els seus esforços per dur a terme una reforma en la poesia del país fent la traducció de l'Ars poètica d'Horaci no van donar tants fruits.
El treball en el qual va col·locar les seves opinions sobre el mal gust que prevalia en la literatura prosaica portuguesa es titula Màximes sabre a Art Oratòria (1745) i és precedit per una taula cronològica formada per la història social i física sobre Portugal.
El seu treball més reconegut és Vida do Infante D. Henrique (1758), el qual es diu que li va donar un lloc entre els historiadors del seu país. Aquesta obra fou traduïda al francès el 1781.
També va escriure un Diccionari poètic i una traducció d'Athalia, de Jean Racine (1762), i les seves Reflexions sur la langue portugaise va ser publicat el 1842 per la societat per a la promoció del coneixement útil de Lisboa.
Freire va morir a Mafra el 5 de juliol de 1773.

## Obres
- Vieira defendido, Lisboa, 1746
- Art Poètica ou Regres dona Verdadeira Poesia, Lisboa, 1748
- Ilustração Crítica ..., Lisboa, 1751 (text dona polèmica verneyana)
- Art Poètica de Quinto Horacio Flacca, Lisboa, 1758
- Dicionário Poètic per a ús dues que principiam ..., Lisboa, 1765
- Reflexões sobre a Língua Portuguesa (ed. de Cunha Rivara), Lisboa, 1842.